# (2694) Pino Torinese
(2694) Pino Torinese – planetoida z pasa głównego asteroid okrążająca Słońce w ciągu 3 lat i 186 dni w średniej odległości 2,31 j.a. Została odkryta 22 sierpnia 1979 roku w Obserwatorium La Silla przez Claesa Lagerkvista. Nazwa planetoidy pochodzi od włoskiej miejscowości Pino Torinese, gdzie znajduje się Osservatorio astronomico di Torino. Przed jej nadaniem planetoida nosiła oznaczenie tymczasowe (2694) 1979 QL1.